# Vinnsäter hembygdsgård
Vinnsäter hembygdsgård är en bondgård och hembygdsgård i Järbo socken i Färgelanda kommun. Byggnaderna, som uppfördes under perioden 1851 till 1922, är byggnadsminne sedan den 25 oktober 2012. Gården ägs av Järbo hembygdsförening.

## Historia
Vinnsäter, som ligger vid Valboåns dalgång, omtalas för första gången i jordeboken 1540. Efter genomfört storskifte och laga skifte på 1830-talet kom gården att placeras där den nu är. Gårdsbebyggelsen ligger, liksom övriga gårdar i byn, lokaliserade till en höjdrygg. Landskapet runt omkring utgörs av öppet odlingslandskap typiskt för Valbodalen och på samma sätt som Vinnsäter ligger övriga gårdar spridda i krönlägen i hela dalgången, vilket ger landskapet sin speciella prägel.
Gården ägdes i slutet av 1800-talet och början av 1900-talet av Aron Larsson och hans hustru Stina Andersdotter. Barnen Artur och Anna tog över gården och brukade den in på 1970-talet.
Det typiska höjdläget och den välbevarade gårdsbebyggelsen gör hembygdsgården i Vinnsäter till en enastående representant för den dalsländska byggnadstraditionen.

## Beskrivning
Boningshuset, som uppfördes 1851, är en typisk dalslandsstuga – en enkelstuga uppförd i två våningar – den byggnadstyp som mer än någon annan kommit att förknippas med Dalsland. Boningshuset är träpanelat och falufärgat samt täckt av enkupigt tegel.
Enkelstugan är en av de äldsta timrade byggnadstyperna vi känner till. Dalslandsstugan började uppträda vid 1800-talets början och förekomsten överensstämmer med landskapets högkonjunktur under perioden 1800–1880. En av orsakerna till att man då började uppföra sina hus med ytterligare en våning kan vara att allmogen genom att bygga i två våningar, ville visa sin nyvunna rikedom som kommit i samband med tidens mycket omfattande nyodlingsverksamhet.
Boningshuset innehåller förstuga, kammare, kök, övre hall, övre kammare och sal. Vid renoveringen 1990–1991 bestämdes det, mot bakgrund av att mycket från 1920–1930-talen fanns bevarat, men lite av äldre skikt, att interiören skall spegla 1900-talets förra hälft.
Magasinet ligger på samma sida av vägen som huset och är troligen uppfört på 1850-talet. Det är timrat i två våningar och klätt med stående faluröd locklistpanel. Taket täcks av skiffer. I magasinet har man förvarat säd och mat.
Den lilla gårdssmedjan uppfördes 1908. Den är byggd i resvirke och klädd med omålad stående lockpanel. Taket är ett så kallat åstak täckt med enkupigt tegel. Huset saknar golv och inredningen utgörs av eldstaden i husets ena hörn.
Redskapsboden från 1800-talets andra hälft ligger i vinkel med ladugården och är också den byggd i resvirke och klädd med faluröd lockpanel. Liksom ladugården har redskapsboden täckts med vasstak. Ursprungligen var taket täckt med halm, men för att få någorlunda hållbarhet på taket lades vass istället. I byggnaden har man förvarat redskap, vagnar och maskiner; här finns dessutom vedboden och dasset.
Ladugården från 1800-talets andra hälft är gårdens största byggnad och under dess tak rymdes mycket. Byggnaden är timrad i båda ändarna för att ge djuren ett ombonat klimat. I den södra änden stod kor och i den norra var det stall. I mitten låg logen och ladorna där säden tröskades och allt hö förvarades. Där består väggarna av resvirke. Utvändigt är hela ladugården klädd med stående lockpanel och målad med faluröd slamfärg. Taket är täckt med vass och interiören är anpassad till föreningens verksamhet.
Den lilla källaren är nedgrävd i backen, gjuten och har tegeltak. Ovan ingången står årtalet 1922 inristat.

## Galleri

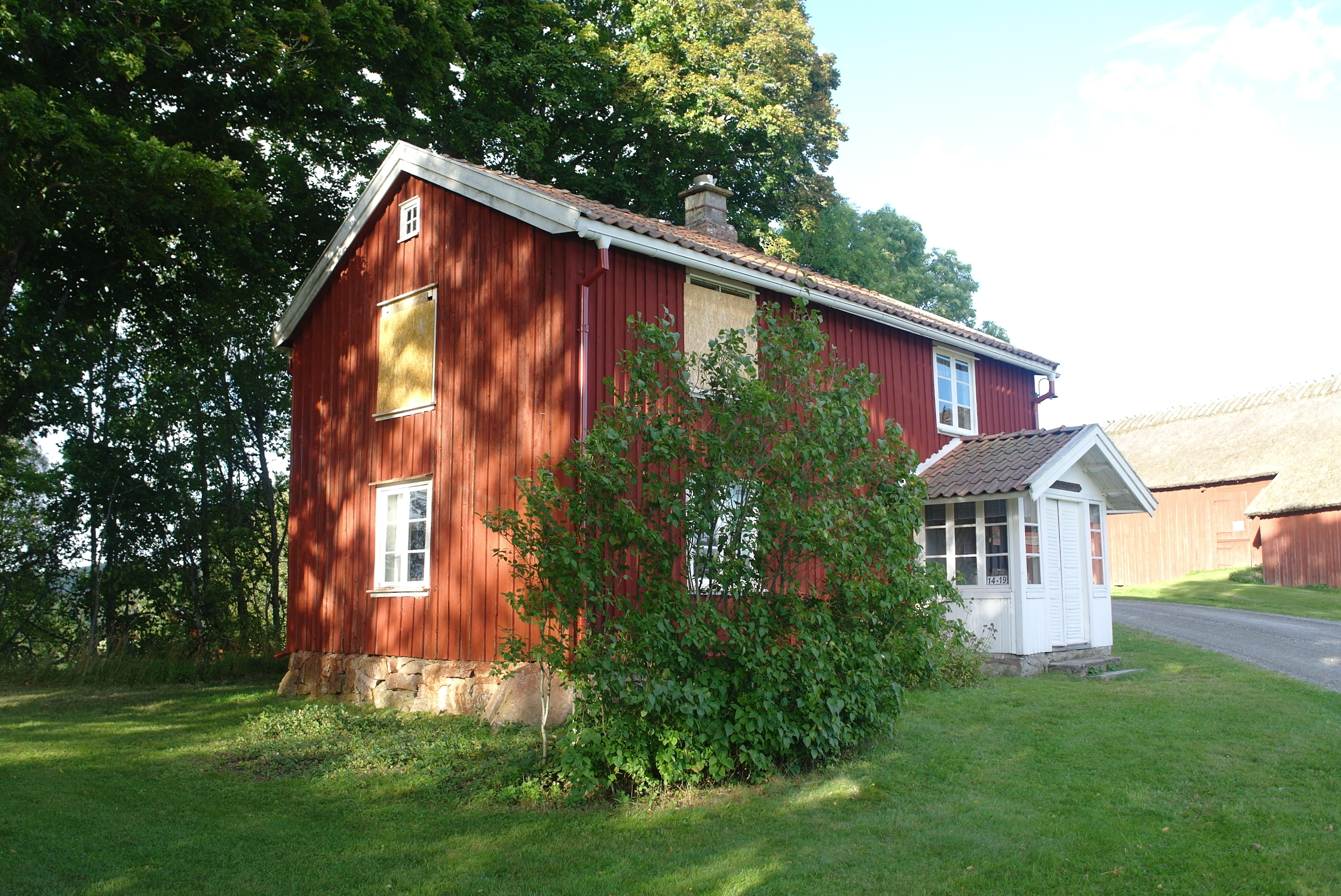
Bostadshuset.
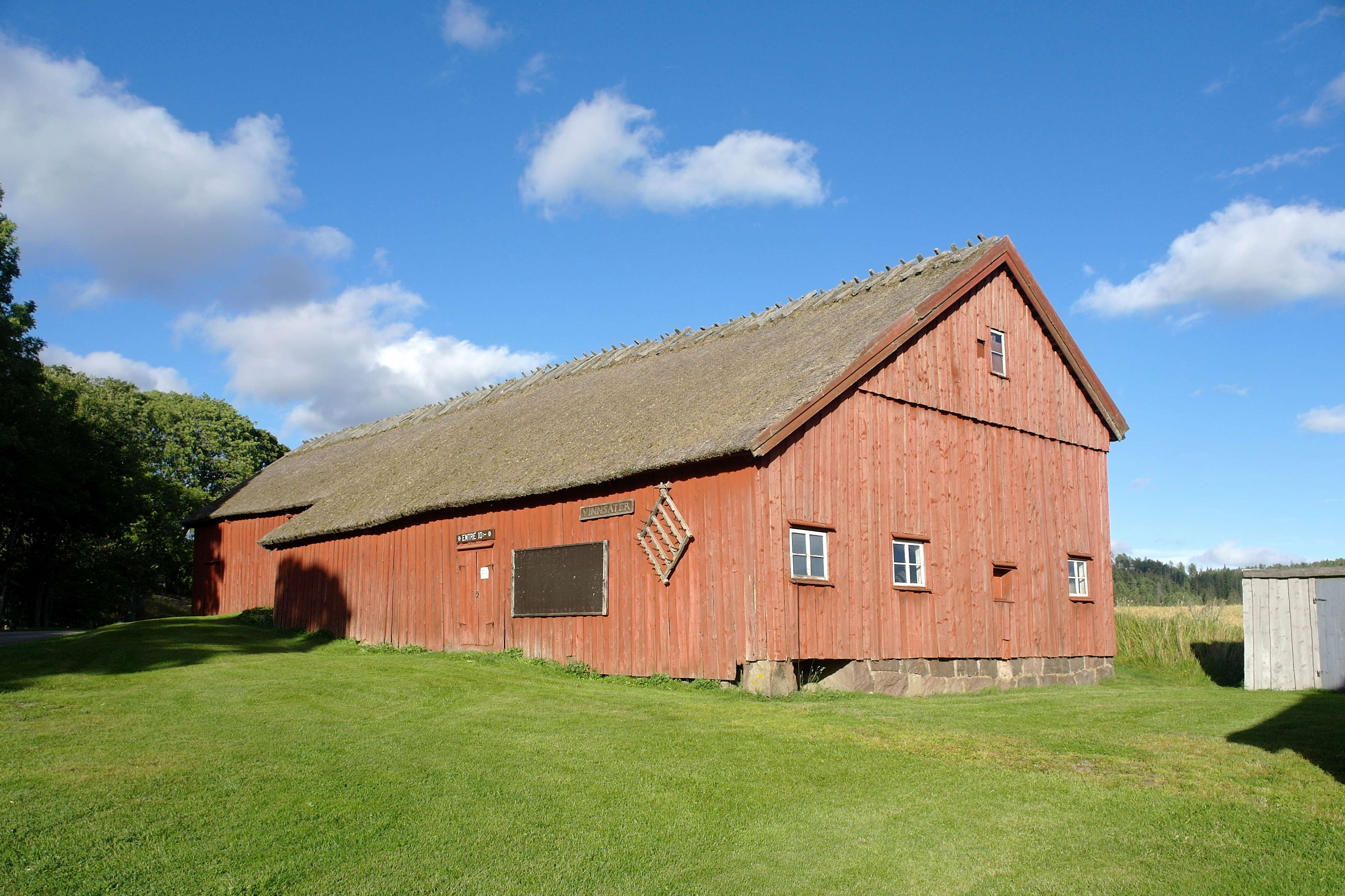
Ladugården.
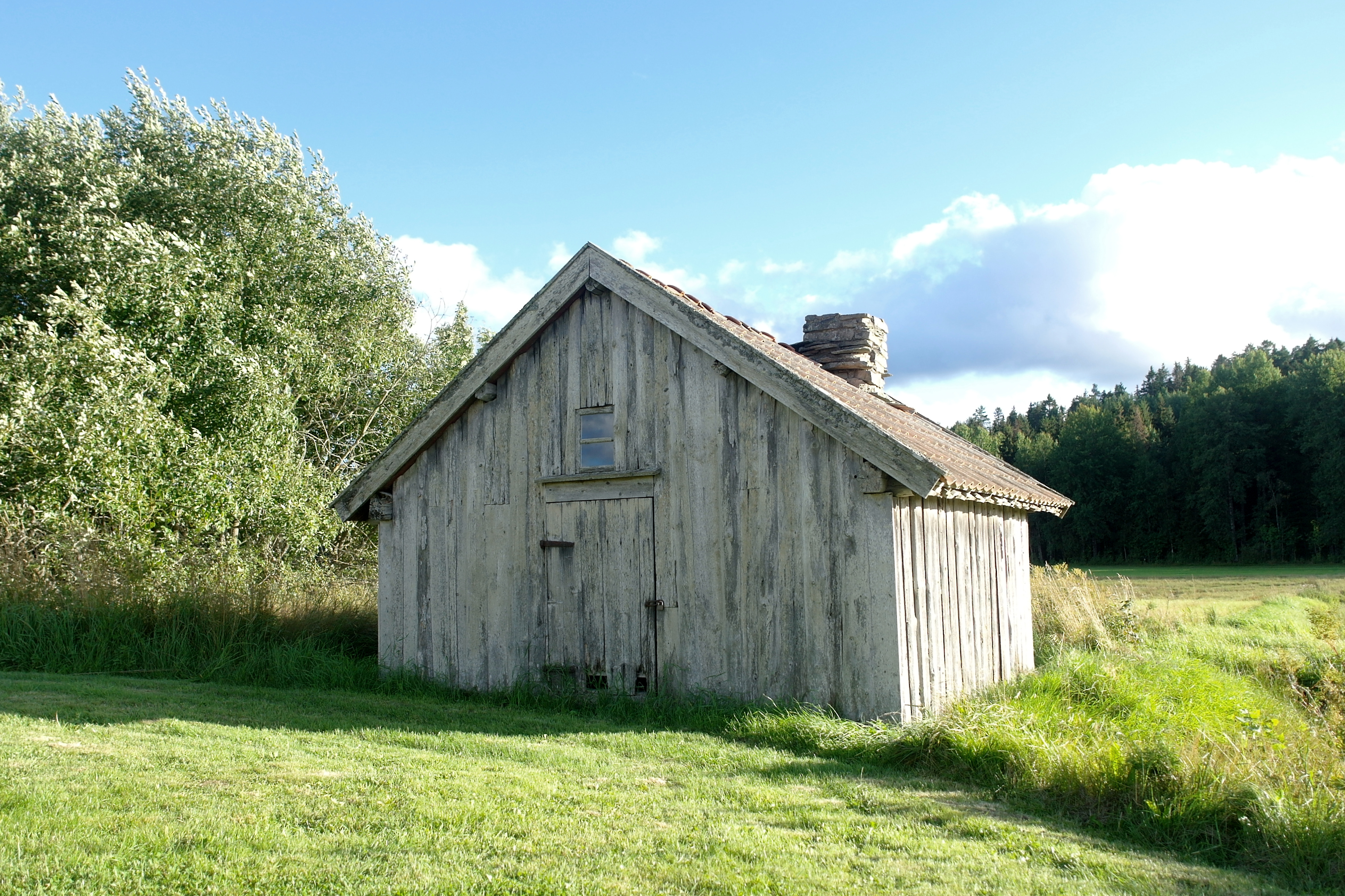
Smedjan.